# 装甲騎兵ボトムズ ライトニングスラッシュ
『装甲騎兵ボトムズ ライトニングスラッシュ』（そうこうきへいぼとむず らいとにんぐすらっしゅ）は、タカラ(現タカラトミー)が1999年3月18日に発売したプレイステーションソフト。

## 概要
サンライズのテレビアニメ『装甲騎兵ボトムズ』の家庭用ソフト第4弾。PSにおけるこれまでの原作準拠ソフトと異なり、家庭用ボトムズゲーム第1弾となった『ザ・バトリングロード』（スーパーファミコン）以来のオリジナルストーリー。本作のメカデザインは大河原邦男、キャラクターデザインは塩山紀生が担当。
原作の主人公であるキリコ・キュービィーが名前のみ登場したり、OVA『ビッグバトル』のラダァ・ニーバもエクルビスを操縦している設定に加えて、『機甲猟兵メロウリンク』に登場するキーク・キャラダインも登場するなど、原作シリーズとリンクする要素もある。
通常版のほか、初回限定版であるパーフェクトソルジャーBOX（アニメ放映当時の玩具であるDM＜デュアルモデル＞の型一部変更商品同封のスラッシュドッグが付属）も発売された。

## ゲームシステム
ストーリーを進めていくストーリーモード、プレイヤー（もしくはCPU）同士が対戦する対戦モードに分かれる。
ストーリーモードでは、まず名前を登録し、アーマードトルーパー（AT）を手に入れ、バトリングの対戦カードを組み、敵と対戦する。
3Dシューティングである本作は、ATを操作し射撃および格闘武器を駆使しながら戦闘をこなしていく。ローラーダッシュといったAT独自の移動方法も再現されている。ローラーダッシュには時間制限（走りつづけるとオーバーヒートし、PR液回復まで使用不可となる）があり、AT以外の敵とも対戦できるなど、以前のPS作品である『装甲騎兵ボトムズ外伝 青の騎士ベルゼルガ物語』および『装甲騎兵ボトムズ ウド・クメン編』の要素を均一化したようなシステムとなっている。
射撃武器は威力・命中率ともに低い連発式のマシンガン系統と、誘導性・威力に優れるが、単発式のソリッドシューター系統の二つに分類される。加えてサブウェポンであるボムやミサイルも実装されており、こちらも弾数制限がある。
格闘モードでは通常打撃のほか、AT特有のアームパンチがあり、強力なATが持つ格闘戦用のアイアンクローならびにパイルバンカーを装備できる。ただし、機体によっては装備不可となる。アームパンチおよびパイルバンカーはツヴァーク以外の機体でおおむね装備可能だが、回数制限がある（電磁コイルアームに限りアームパンチは無制限）。アイアンクローは無制限で使用可能。主人公機であるスラッシュドッグは、ジャイアントスラッシュクローという特殊攻撃をもつ。なお、射撃武器は戦闘中に破壊されることもあるが、修理費用はファイトマネーから差し引かれる。
購入したATは、（購入等で）入手したパーツを組み合わせてオリジナルATとしてカスタマイズ可能。これは『青の騎士』のシステムと同様だが、機体および武器コストは前作と比較し割高になったほか、全ての機体が購入できるのはゲーム後半である。VSモード以外では特殊機体が使用不可となるステージがあり、さらにストーリー進行も強制的に早められているため、ゲームの自由度は『青の騎士』を下回る（カラー塗装の細かさは前作を上回っている）。

## ストーリー
百年戦争末期。ギルガメス軍ハミルトン小隊は、惑星ミヨイテにおいて小隊長であるティア･ハミルトンの突然の乱心によって味方が同士討ちに遭い、壊滅してしまう。
辛うじて生き残った兵士アズライト・フィックスは、百年戦争終結後、バトリングの世界に流れつく。その中で、かつて自分たちが受けた小隊壊滅の原因に引き寄せられていく……。

## 登場キャラクター

### 主人公と仲間達
アズライト・フィックス　（ゲーム開始時、任意の名前に変更可能）
本作の主人公。元ギルガメス軍第23メルキア方面軍ギャランド機甲大隊第7中隊ハミルトン小隊の生き残り。百年戦争終結前に小隊指揮官の暴走によって部隊が壊滅。その中を生き延びた彼は、指揮官であるティア・ハミルトンが暴走した真実を探ろうとするが、第三次銀河大戦終結によって除隊処分となった。さらにハミルトン小隊の存在が公式に抹消され、失意のままウドの街に辿り着く。その後マッチメーカーであるローブの勧誘を受けバトリング世界へ足を踏み入れた。戦闘を続けるなか、バトリングの強豪実力者として注目されていくが、かつての戦友と再会し、自身に秘められた秘密と恐るべき陰謀を知ることとなる。
オジャー・ローブ
ウドの街のマッチメーカー。元AT乗りだが、けがのために腕利きのマッチメーカーへ転身した。元バララント人でもある。普段は慎重な性格だが、口調はやや荒っぽく、時にハイリスクなことにも参加する。人情に厚く、アズライトや仲間たちを大切にする親分肌なところが、体に機械を埋め込まれているアズライトにとって自制と救いにもなった。
タネン・ボッタ
ローブチームの太めのメカニックマンで、ATの整備と修理を手がけている。
人懐っこい陽気な性格で、ローブとはAT乗りだったころから付き合いがある。スラッシュドッグの設計者。
パメラ・ビントン
通称パム。ローブチームの姉貴的存在で、ローブとタネンの身の回りの世話を焼くマネージャー。
アズライトが闇バトルへ参加するようになり、危険に晒されることもある。
ディノ・マクシマム
その巨体に似合わぬツヴァークを駆る。終戦時に軍をあぶれたところで、ローブにスカウトされた。
小鳥を愛でる一面があり、無口でも心優しい男である。
ドク・マロー
眼鏡をかけた理知的なAT乗り。乗機はダイビングビートル。大戦中は諜報部に所属していた噂もある。
フェン・マチューシィ
ローブチームに所属。民族衣装を着込んだ気さくな人物だが、実はローブと同じバララント人であり、ファッティーを駆る。
ラ・ガロア
ローブのチームに所属するクエント人。クエント人の定番ともいえるベルゼルガDTを駆る。バトリングの中から、何かを探し求めようとしている。
イーサ・シニカ
途中で仲間となるムードメーカーの少女AT乗り。常に工具を持ち歩いている。自機のブルーティッシュドッグには常人では理解不能なセンスの塗装を施す。
チェイン・アルチニー
ライトスコープドッグを駆る少女AT乗り。頭脳明晰かつ運動センスにも長ける。自分のマッチメーカーであるギィラのやり口を嫌悪し、アズライトと正攻法で戦ったのち仲間となった。
シグ・イヨール
途中で仲間になるAT乗り。腕前は確かだが、常に女を侍らす問題児。スタンディングタートルを駆る。
リム・マチィラ
ボアの街で仲間になるスコープドッグTCを駆る女性AT乗り。自機の提供者は元レッドショルダーだったと噂される。
キース・リーベック
途中で仲間となるグランドファッティーを駆る腕利きAT乗り。プライドが高く、自分の誇りを傷つけるものは許さない。
カイチ･アクティノ
サンドライナーを操縦する、途中で仲間になる少年。実戦未経験者。
ザキ・イ・オコーヘ
AH-74Sに乗るパイロット。途中で仲間になるお調子者。
ゼオ・サキム
腕のいい少年車乗り。ミサイルトラックで援護する。
ダン・マツェーワ
豪放で親分肌の戦車乗り。アストラッドを操縦する。
ボルト・クライス
ニヒルなAT乗り。ある目的のために動いている。ブラッドサッカーを駆る。

### ハミルトン小隊
ティア・ハミルトン
ハミルトン小隊隊長で、女性ながら優秀なAT乗り。大戦末期、突然体が制御不能となり、指揮を執る自身の部隊を無差別に攻撃し、壊滅させてしまう。その真相は、PS（パーフェクトソルジャー）に匹敵する戦闘力を備えるべく、FS（フェイスフルソルジャー）の実験体にされたためだった（秘密結社によって延髄にナーヴコネクターを埋め込まれた）。
現在はザ・コザでホワイトバイザーと名乗り、ガスティドッグを駆る。
ギャップ・グラフィット
ハミルトン小隊出身の若年兵士で、アズライトの兄貴分。ティアの暴走により左目部分に傷を負っている。アズライト同様、ティアの暴走の真実を知るためにバトリングの世界へ足を踏み入れた。AT乗りとしての腕前は強豪クラスだが、実はティアやアズライトのように、体にナーヴコネクターを埋め込まれた、簡易型PSのFSとなっていた。
ゲーム最終局面で、FS計画を止めるためにトライアルゴリラでアズライトと一騎討ちをする。

### その他
モルグ
アズライトを闇バトルに誘った怪しげな謎の人物。その目的は不明だが、きな臭い影がちらついている。
ギィラ
惑星ベヌマにあるボアの街のマッチメーカー。悪意に満ちた強引なやり口と、選手を道具として扱うことから、チェインはギィラの下にいることを苦々しく思っている。
謎の男
ボアの街にて大金を餌にアズライトへ八百長バトルを持ちかける男。依頼を反故にするとアズライトを闇討ちにしようとする。
バロック
惑星ザ・コザの管理者。
ローブチームにロング・ミッションへの参加を持ちかける。
バト
ザ・コザにある酒場マスターのオカマで、白粉を顔に塗っている。
ミグ
ザ・コザの入植者の一人。ホワイトバイザーをつけ狙っている。
ナグ
ミグのパートナーである入植者AT乗り。ホワイトバイザーを仕留めるべく狙っている。
ズック
風貌の怪しい情報屋を名乗る男。
ザ・コザでアズライトに付きまとう。
トガル
TVシリーズ第1話に登場し、それ以降本編では姿を見せなかった秘密結社幹部。
PSの簡易量産型であるFS計画を実行しようと試みる。
キーク・キャラダイン
『機甲猟兵メロウリンク』に登場したメルキア情報部中尉。
ローブたちを半ば脅迫するかたちで、FS計画の本山である惑星ファニーへと連行する。

## 登場メカ
本作オリジナルATの主役メカであるスラッシュドッグと最終ボスのトライアルゴリラ、『ザ・バトリングロード』のガスティドッグ、『赫奕たる異端』に登場したバーグラリードッグをはじめ、AT以外にも様々なメカが登場。VSモードではこれらの機体も操作可能。

### AT
- ATM-09-GSC スラッシュドッグ
- ATM-09-ST スコープドッグ
- ATM-09-STC ストロングバックス
- ATM-09-SC パープルベアー
- ATM-09-GC ブルーティッシュドッグ
- ATM-09-RSC スコープドッグレッドショルダーカスタム
- ATM-09-DD バーグラリードッグ
- ATM-09-TC スコープドッグターボカスタム
- ATM-09-LC スコープドッグライトカスタム
- ATH-06-WP ダイビングビートル
- ATH-Q64-WP ベルゼルガ
- ATH-Q63-DT ベルゼルガDT
- ATH-14-ST スタンディングトータス
- ATH-14-WP スタンディングタートル
- ATH-14-WPC スナッピングタートル
- B･ATM-03 ファッティー
- B･ATM-DT ファッティー陸戦型
- B･ATH-XX エクルビス
- X･ATH-P-RSC ブラッドサッカー
- X･ATH-02 ストライクドッグ
- X･ATH-02-DT ラビドリードッグ
- X･ATH-11SA ガスティドッグ
- X･ATH-X-HSW トライアルゴリラ
- X･ATL-01-DT ツヴァーク

### ビークル
- サンドランナー
- 自走ロケットランチャー
- AH-74S
- GMBT-208-II アストラッド

## スタッフ
- 原作（装甲騎兵ボトムズ） - 高橋良輔
- キャラクターデザイン - 塩山紀生
- メカニックデザイン - 大河原邦男
- シナリオ監修 - 竹田裕一郎
- サンライズ - 望月克己
- タカラスタッフ
  - エグゼクティブプロデューサー - 佐藤博久、森川雅博
  - プロデューサー - 田中徹
  - ディレクター - 五十嵐毅
  - チーフマーケティング - 森岡俊広
- アートワークデザイン - 株式会社スペースラップ、原口一也（STF Project）
- デバッグ - ポールトゥウィン株式会社
- 翔泳社スタッフ
  - 開発プロデューサー - 尾崎耕平
  - 開発ディレクター - 嶋田裕一郎
  - 構成・シナリオ - せきおさむ（娯楽堂）
  - メインプログラマー - 中原勇
  - サブプログラマー - 清水政登
  - グラフィックディレクター - 成川稔
- サウンド - 西崎あきら（A.s.t Works Japan）、布沢努（A.s.t Works Japan）
- オープニングムービー - 川鍋政道（XEONIX）